# Macklyn Arbuckle
Pour les articles homonymes, voir Arbuckle.
Macklyn Arbuckle est un acteur américain né le 9 juillet 1866 à San Antonio (Texas), mort le 1er avril 1931 à Waddington (État de New York).

## Filmographie complète
- 1914 : The County Chairman de Allan Dwan : Jim Hackler
- 1915 : The Reform Candidate de Frank Lloyd : Art Hoke
- 1917 : National Red Cross Pageant de  William Christy Cabanne : Baron Fitz-Walter (épisode anglais)
- 1919 : Fighting Mad de  George Terwilliger
- 1922 : Welcome to Our City de  Robert H. Townley et Leopold Wharton : Jim Scott
- 1922 : The Prodigal Judge de Edward José : Juge Slocum Price
- 1922 : Mr. Potter of Texas de Leopold Wharton : Mr. Potter
- 1922 : Jeunesse (The Young Diana) de Albert Capellani et Robert G. Vignola : James P. May
- 1922 : Mr. Bingle de Leopold Wharton : Mr. Bingle
- 1922 : Squire Phin de  Robert H. Townley et Leopold Wharton : 'Squire Phin'
- 1923 : Broadway Broke de J. Searle Dawley : P.T. Barnum
- 1924 : Yolanda de Robert G. Vignola : Bishop La Balue
- 1924 : Janice Meredith de E. Mason Hopper : Squire Meredith
- 1925 : The Thoroughbred de Oscar Apfel : Peter Bemis
- 1925 : Lure of the Track de J.P. McGowan
- 1925 : That Old Gang of Mine de May Tully : Sénateur Jim Walton
- 1926 : The Gilded Highway de  J. Stuart Blackton  : Jonathan Welby